# Danny Bakker
Danny Bakker (* 16. Januar 1995 in Voorburg, Südholland) ist ein niederländischer Fußballspieler.

## Karriere
Über die Vereine SV Juventas und HVV Laakkwartier wechselte Bakker 2007 in die Jugendabteilung von ADO Den Haag. 2012 kam er dort erstmals in der U-21 zum Einsatz und gab am 16. März 2013 sein Debüt in der Erstligamannschaft, als er gegen Vitesse Arnheim kurz vor Schluss eingewechselt wurde. Im folgenden Jahr etablierte Bakker sich als Stammspieler und kam auch in diversen niederländischen Jugendnationalmannschaften zum Einsatz. Die Saison 20/21 verbrachte er dann leihweise bei Zweitligist Roda JC Kerkrade und wurde nach seiner Rückkehr vom Ligarivalen NAC Breda verpflichtet.